# 林戴安
林戴安（Anna Kerstin Erica Lindstedt，直譯安娜·林斯泰特，1960年4月6日—），前瑞典王國駐中华人民共和国及蒙古國大使，目前被召回首都斯德哥爾摩接受調查。她是繼加拿大大使麥家廉之後另一位被召回及撤換的外國駐華大使。

## 簡歷
林戴安在瑞典隆德長大。之後於斯屈吕普市就讀高中。大學時又回到隆德，於隆德大學新聞系就讀，1985年畢業後任職記者。她首先在厄勒布魯的Nerikes Allehanda工作，然後在馬爾默的Arbetet雜誌工作。
林戴安於2016年9月開始出任瑞典駐華大使館大使。在此之前，她在2011年至2015年出任駐氣候轉變大使，屬於環境和能源部，參加了2015年聯合國氣候變化大會（COP21）。她還曾擔任瑞典駐越南大使，亦曾在瑞典駐印尼及巴基斯坦大使館任職。
2019年2月13日，香港铜锣湾书店股东桂民海的女儿Angela Gui在社交媒体发文称，林戴安早前安排她与两名商人在斯德哥尔摩见面，声称可以协助被中国当局扣留的桂民海获释，但要她噤声换取父亲桂民海减刑，同时也不要因其救父的举动影响到林戴安本人的事业前途。Angela随后向瑞典外交部了解情况，瑞典外交部称对林戴安的会面毫不知情，林戴安属于未经许可擅自与Angela Gui会面。2月14日，瑞典外交部决定将林戴安召回斯德哥尔摩进行调查，其職務由大使館副館長安凱福暫代。
2019年12月9日，林戴安被瑞典检方正式起诉，瑞典检察官伊尔汗（Hans Ihrman）说：“在关于瑞典公民桂民海的一次领事事务的会见中，这位大使涉嫌越权。桂民海目前仍在中国被关押。在那次会见中，大使同代表中国国家利益的人员进行联系。”该检察官又说：“（林戴安）超出了她的职权范围，因此她自己负有刑事责任。”

## 家庭
林戴安於1989年結婚，有四個孩子。